# Szew (technika)
Szew – połączenie konstrukcyjne brzegów przedmiotów, np. metalowych przy pomocy nitów, śrub lub spawania. W tym ostatnim przypadku częściej używa się określenia spoina.

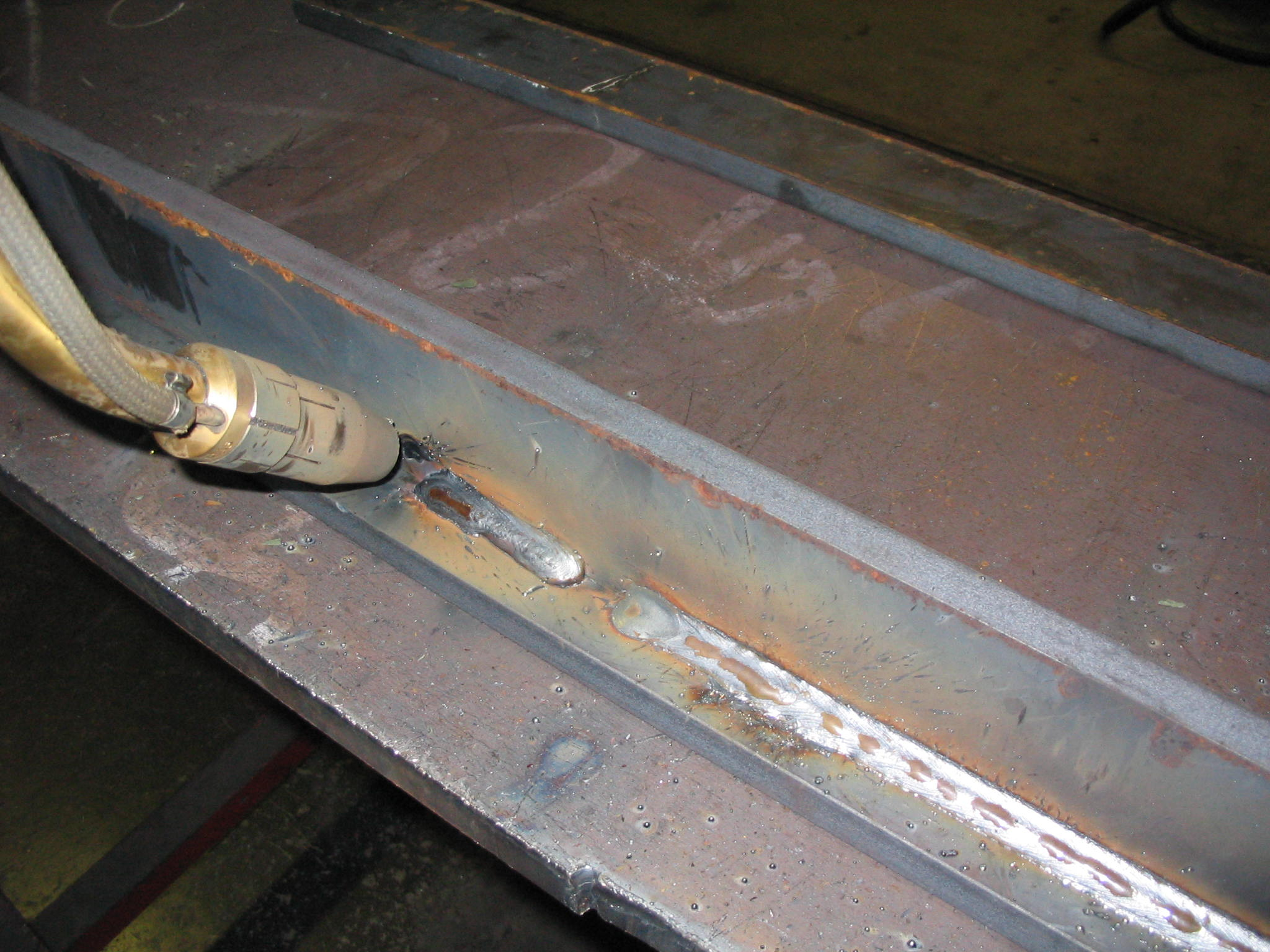
Spoina
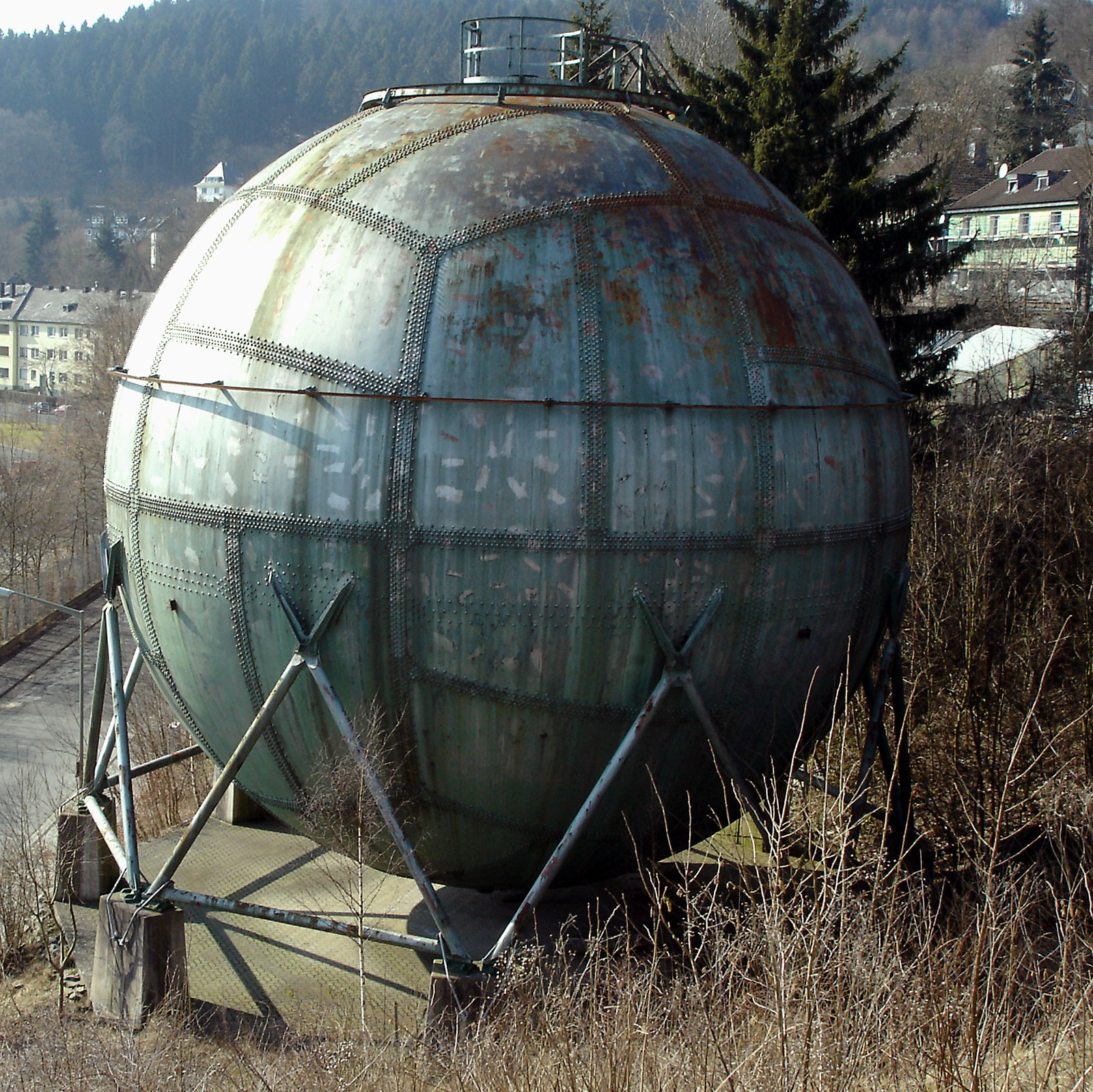
Szwy nitowe